# Питное (озеро, Первомайский сельский округ)
Питное — озеро в Первомайском сельском округе Жамбылского района Северо-Казахстанской области Казахстана.  Находится к юго-востоку от села Кабань.
По данным топографической съёмки 1944 года, площадь поверхности озера составляет 1,92 км². Наибольшая длина озера — 1,7 км, наибольшая ширина — 1,6 км. Длина береговой линии составляет 5,1 км, развитие береговой линии — 1,03. Озеро расположено на высоте 153 м над уровнем моря.
Озеро входит в перечень рыбохозяйственных водоёмов местного значения.